# دييغو خوسيه عباد
دييغو خوسيه عباد (بالإسبانية: Diego José Abad) هو عالم عقيدة وكاتب وشاعر مكسيكي، ولد في 1 يونيو 1727 في Jiquilpan ‏ في المكسيك، وتوفي في 30 سبتمبر 1779 في بولونيا في إيطاليا.